# Vol'ja
Il Vol'ja (in russo Волья?) è un fiume della Russia siberiana occidentale, affluente di sinistra della Severnaja Sos'va (bacino idrografico dell'Ob'). Scorre nel Berëzovskij rajon del Circondario autonomo degli Chanty-Mansi-Jugra.

## Descrizione
Il fiume ha origine dalla pedemontana orientale degli Urali settentrionali e scorre in direzione prevalentemente sud-orientale nella regione nord-occidentale degli Uvali siberiani. Sfocia nella Severnaja Sos'va a 448 km dalla foce. La lunghezza del fiume è di 226 km, il bacino imbrifero è di 6 150 km². I maggiori affluenti sono il Tol'ja (lungo 95 km) e la Severnaja Jalbyn"ja (99 km), provenienti ambedue dalla destra idrografica.